# Hôtel de Franquetot
L'hôtel de Franquetot est un hôtel particulier situé à Rouen, en France.

## Localisation
L'hôtel de Franquetot est situé dans le département français de la Seine-Maritime, sur la commune de Rouen, au 7 rue du Moulinet.

## Historique
Les façades et les toitures sont classées au titre des monuments historiques en 1990.

## Galerie

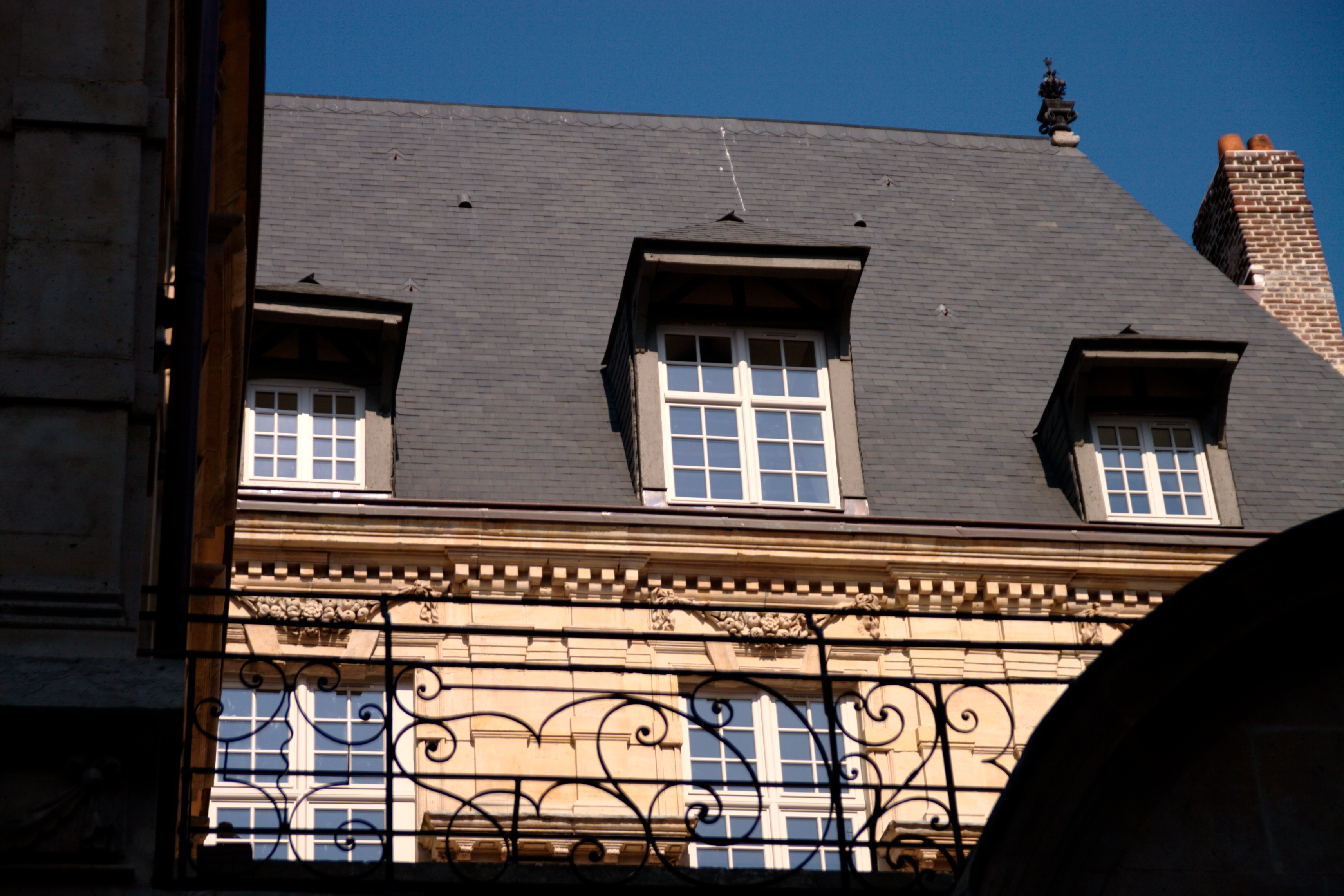
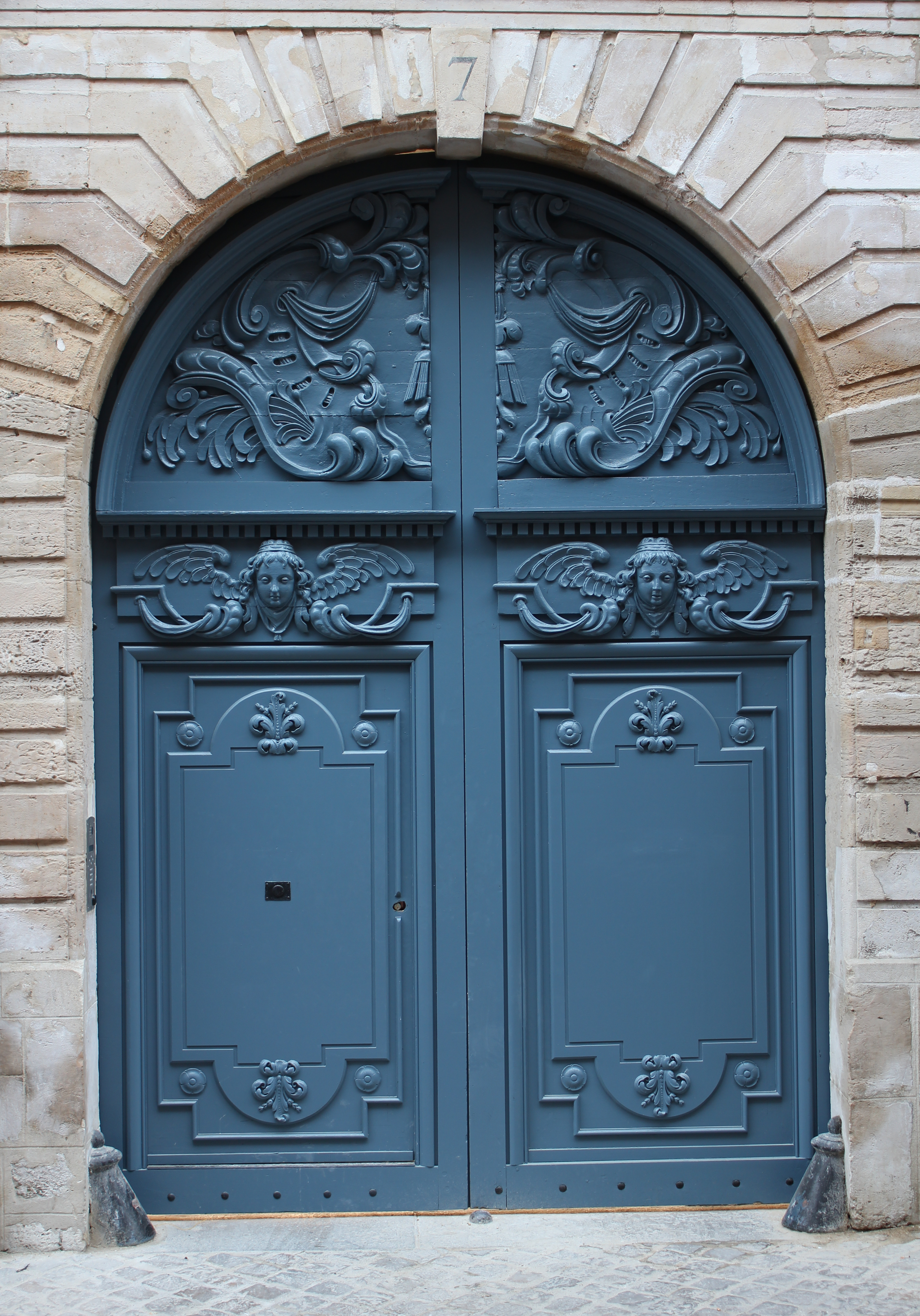